# Малицький Ярослав
Ярослав Малицький (*24 вересня 1930, село Військо Добромильського району, тепер територія Польщі) — український політв'язень, учасник національно-визвольної боротьби, голова (1992–2009), нині почесний голова Львівської обласної Спілки політичних в'язнів України.
В 1949 совєцькими каральними органами був заарештований і впродовж неповних семи років — політв'язень московсько-большевицьких тюрем і концтаборів Казахстану.
З 1951 — в керівній ланці руху опору, за що неодноразово карався табірною адміністрацією Екібастузу буром та карцером, а в Кенгірі — табірною тюрмою.
Після звільнення в 1956, починаючи з 60-х і впродовж наступних довгих років, Я. Малицький підтримував тісні зв'язки і всіляко допомагав патріотам, які піднялися на захист українського народу: Іванові Світличному, В'ячеславу Чорноволу, Іванові Гелю, Михайлові Гориню та іншим.
З квітня 1991 — член Львівської обласної організації Спілка політичних в'язнів України (СПВУ), а з листопада цього ж року — заступник голови СПВУ і редактор часопису «Нескорені».
30 серпня 1992 Спілка політв'язнів обрала Я.Малицького головою, і на цій посаді він перебував незмінно до березня 2009.

## Друковані праці
Друкувався Я.Малицький в журналі «Київ», в «Літописі червоної калини» та в різних часописах. В 1994 р. вийшла з друку його перша книжка «Закована молодість», в 2002 р. — «Тернисті шляхи крізь темряву» і «Стежками долі», а в 2003 р. — «Спілка політичних в'язнів України 1990–2003».